# Gulstreckad sångare
Gulstreckad sångare (Phylloscopus armandii) är en asiatisk fågel i familjen lövsångare inom ordningen tättingar.

## Utseende och läten
Gulstreckad sångare är en medelstor (12–14 cm), knubbig och enfärgat brun lövsångare med kort och spetsig näbb. Den är mycket lik videsångaren (P. schwarzi) med kraftigt, brett ljust ögonbrynsstreck och mörkt ögonstreck. På närhåll syns dock fint gula streck på bröst och buk som gett arten dess namn. Vidare är den något mindre med proportionellt mindre huvud, tunnare näbb och ben samt att ögonbrynsstrecket är något tydligare framför ögat. Lätet, ett vasst "zick", skiljer sig dock tydligt, liksom den snabba, hurtiga och korta sången som inleds med locklätet.

## Utbredning och systematik
Gulstreckad sångare delas in i två underarter med följande utbredning:
- Phylloscopus armandii armandii – förekommer i bergstrakter från Mongoliet till östra Kina, övervintrar i Myanmar och norra Laos
- Phylloscopus armandii perplexus – förekommer från sydöstra Tibet till norra Myanmar och sydvästra Kina (Sichuan, Hubei, Yunnan)

Tillfälligt har den påträffats i Hongkong.
Underarten perplexus avviker relativt kraftigt genetiskt, men uppvisar mycket små utseendemässiga skillnader. Arten är närmast släkt med videsångaren (Phylloscopus schwarzi).

### Familjetillhörighet
Lövsångarna behandlades tidigare som en del av den stora familjen sångare (Sylviidae). Genetiska studier har dock visat att sångarna inte är varandras närmaste släktingar. Istället är de en del av en klad som även omfattar timalior, lärkor, bulbyler, stjärtmesar och svalor. Idag delas därför Sylviidae upp i ett antal familjer, däribland Phylloscopidae. Lövsångarnas närmaste släktingar är familjerna cettior (Cettiidae), stjärtmesar (Aegithalidae) samt den nyligen urskilda afrikanska familjen hylior (Hyliidae).

## Levnadssätt
Gulstreckad sångare förekommer i buskmarker med pil och poppel samt skogsbryn och öppningar i både lövskog, tallskog och städsegrön skog, på mellan 1220 och 3550 meters höjd. Den födosöker bland låga grenar i träd och buskar, ofta även på marken. Dess häckningsbiologi är mycket dåligt känd. Bon har hittats i juni med fyra till fem ägg.

## Status och hot
Arten har ett stort utbredningsområde och en stor population med stabil utveckling och tros inte vara utsatt för något substantiellt hot. Utifrån dessa kriterier kategoriserar internationella naturvårdsunionen IUCN arten som livskraftig (LC). Världspopulationen har inte uppskattats men den beskrivs som lokalt vanlig.

## Namn
Fågelns vetenskapliga artnamn hedrar Abbé Jean Pierre Armand David (1826-1900), fransk missionär i Kina som också verkade som ornitolog och samlare av specimen. På svenska har den även kallats gulstreckig sångare’'.